# Гейр Йоунссон Видалин
Гейр Йоунссон Видалин (исл. Geir Jónsson Vídalín; 27 октября 1761, Лёйфаус — 20 сентября 1823, Рейкьявик) — исландский прелат, последний епископ Скаульхольта (с 1797 по 1801 год) и первый епископ Исландии (с 1801 по 1823 год).

## Биография

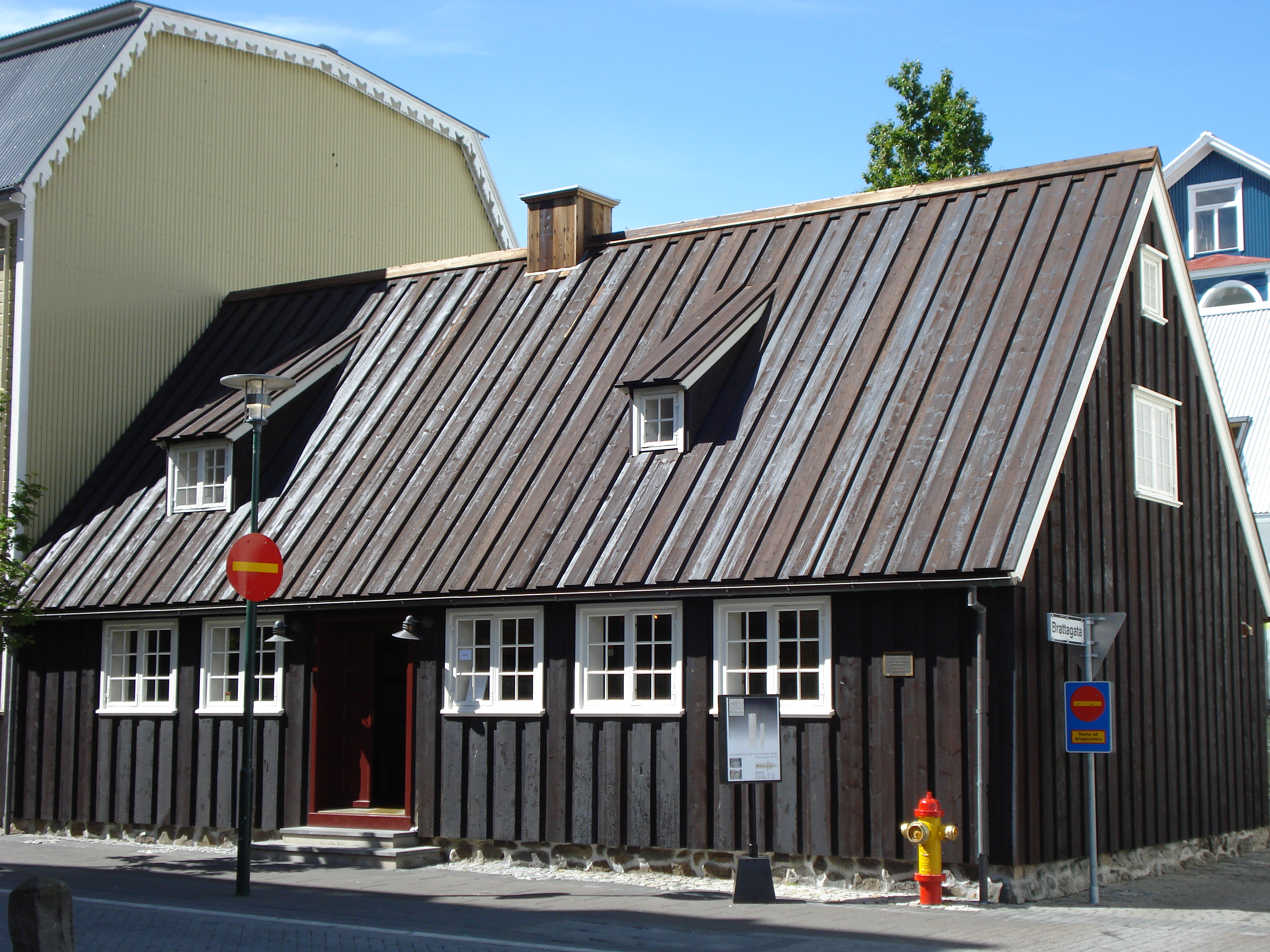
Дом на Адальстрайти 10, который был резиденцией епископа Гейра Видалина с 1807 по 1823 год

Гейр Видалин родился 27 октября 1761 года в Лёйфаус в общине Гритюбаккахреппюр в семье священника Йоуна Йоунссона (исл. Jón Jónsson), настоятеля местной церкви, и Сигридюр Магнусдоуттир (исл. Sigríður Magnúsdóttir), домохозяйки.  Оба его родителя происходили из известных исландских семей высшего сословия: отец - младший сын известного исландского поэта, юриста и сислюмадюра Паудля Видалина, мать — дочь Скули Магнуссона, первого исландца, занявшего пост исландского губернатора.
Гейр получили степень по филологии Копенгагенском университете в 1784, затем поступил на богословский факультет, который закончил в 1789 году и был рукоположен в священники в Копенгагене в том же году. После возвращения в Исландию два года жил у своего дяди на острове Видей, затем был священником собора в Рейкьявике и жил в Ламбастадире в Сельтьяднарнесе. После смерти Ханнеса Финнссона зимой 1796 года Гейр был избран епископом Скаульхольта и 30 июля 1797 года рукоположен в епископы Сигурдюром Стефаунссоном, епископом Хоулара. Однако после принятия кафедры Скаульхольта, Гейр продолжал оставаться в остался в своем доме в Ламбастадир, удаленном более чем на 100 км от Скаульхольта. Это было связано с тем, что после сильного землетрясения на юге Исландии в 1784 году (исл. Suðurlandsskjálftan) Скаульхольт был практически разрушен и Гейр по соображениям безопасности отказывался туда ехать, планируя переместить епископскую кафедру в Рейкьявик. Тем временем епископ Хоулара Сигурдюр умер весной 1798 года, избрание его приемника затянулось и было принято решение объединить две епархии в одну и учредить титул епископа Исландии. Королевским письмом в ноябре 1801 года Гейр Видалин был назначен епископом Исландии, а его кафедра поставлена в Рейкьявик в недавно построенном кафедральном соборе.
После принятия кафедры епископа Исландии Гейр продолжал жить в Ламбастадире до 1807 года, затем переехал в центр Рейкьявика, в котором в то время проживало около 700 жителей, на Адальстрайти 10, который позже был назван горожанами «епископской канцелярией». Епископ, его жена, Сигридюр Халльдоурсдоуттир (исл. Sigríður Halldórsdóttir; умерла в 1849 году), и его друг и одноклассник — исландский поэт и драматург Сигюрдюр Пьетюрссон (исл. Sigurður Pétursson; 1759–1827), жили в этом доме вплоть до смерти.
Епископа Гейра хвалили за его гостеприимство, щедрость и доброту, и часто называли «добрым епископом Гейром» (исл. Geir biskup góði). Его щедрость была столь велика, что в конце концов, епископ обанкротился и был назначен специальный комитет, который контролировал его финансы и еженедельно выделял деньги муку, масло, чернила, табак и т. п.
Осенью 1823 года гринда выбросилась на берег в Рейкьявике в районе нынешней улицы Вестюргата, её вытащили и разделали, а смотреть на это пришло большинство жителей столицы, в том числе и епископ, который простудился, заболел и вскоре скончался от воспаления легких 20 сентября 1823 года. После смерти епископа Гейра, 25 декабря 1824 года новым епископом Исландии стал Стейнгримюр Йоунссон.